# 8161 Newman
A 8161 Newman (ideiglenes jelöléssel 1990 QP3) a Naprendszer kisbolygóövében található aszteroida. Az Oak Ridge Observatoryban fedezték fel 1990. augusztus 19-én.